# Imafuku-Tsurumi (metropolitana di Osaka)
Imafuku-Tsurumi (今福鶴見駅?, Imafuku-Tsurumi-eki) è una stazione della Metropolitana di Osakasulla linea Nagahori Tsurumi-ryokuchi. La situazione si trova nel quartiere di Jōtō-ku a Osaka.